# Мартін Єґер (дипломат)
Мартін Єґер (нім. Martin Jäger; нар. 9 вересня 1964, Ульм, Баден-Вюртемберг, ФРН) — німецький дипломат, Надзвичайний і Повноважний Посол ФРН в Україні (з 2023).

## Життєпис

### Раннє життя та освіта
Мартін Єґер народився в 1964 р. в м. Ульм. Закінчив середню школу в 1984 році. 
З 1984 по 1986 рік Мартін Єґер проходив військову службу після отримання загальної вищої освіти. Він отримав освіту фотографа та працював незалежним журналістом з 1986 по 1989 рік. З 1989 по 1994 рік вивчав політологію в Мюнхені.

### Кар'єра дипломата
З 1994 по 1996 рік Єгер проходив підготовчу службу до вищої зовнішньої служби. З 1996 по 1998 рік працював у Міністерстві закордонних справ, а з 1998 по 2002 рік — в офісі Федерального канцлера. З 2002 по 2004 рік Єгер очолював відділ культури посольства Німеччини в Празі. З 2004 по 2005 рік він відповідав за роботу з пресою глави Федерального канцлера Франка-Вальтера Штайнмаєра. З 2005 по 2008 рік він також обіймав посаду прес-секретаря під час перебування на посаді федерального міністра закордонних справ. У 2008—2013 рр. — був керівником глобальних зовнішніх зв'язків і державної політики, головним лобістом автомобільної групи Daimler (сьогодні Mercedes-Benz Group).
З квітня 2013 по 1 листопада 2013 року посол Німеччини в Афганістані.
З жовтня 2014 року Єгер був речником Федерального міністерства фінансів Німеччини. У жовтні 2016 року він перейшов до Міністерства внутрішніх справ, цифровізації та міграції Баден-Вюртемберга на посаду державного секретаря. Der Spiegel назвав його членом впливової чоловічої кліки, що оточувала Вольфганга Шойбле.
З березня 2018 року по вересень 2021 року Єгер був державним секретарем у Федеральному міністерстві економічного співробітництва та розвитку під керівництвом федерального міністра Герда Мюллера (ХСС). У вересні 2021 року Мартін Єґер став послом Федеративної Республіки Німеччина в Іраку. 
У липні 2023 року став послом Федеративної Республіки Німеччина в Україні, приїхав до Києва.
17 серпня 2023 року вручив вірчі грамоти Президенту України Володимиру Зеленському.

## Особисте життя
Єгер одружений з журналісткою та письменницею Хеленою Райх (справжнє ім'я Ніколь Ягер-Койдль, нар. 1965 в Чехословаччині), у подружжя двоє спільних дітей.